# Grand Prix SAR La Princesse Lalla Meryem 2015
Grand Prix SAR La Princesse Lalla Meryem 2015 byl tenisový turnaj pořádaný jako součást ženského okruhu WTA Tour, který se hrál v městském tenisovém areálu Royal Tennis Club de Marrakech na otevřených antukových dvorcích. Konal se mezi 26. dubnem až 2. kvěnem 2015 v marockém městě Marrákeš jako 15. ročník turnaje.
Turnaj s rozpočtem 250 000 dolarů patřil do kategorie WTA International Tournaments. Nejvýše nasazenou ve dvouhře byla dvacátá hráčka světa Garbiñe Muguruzaová ze Španělska. Titul vybojovala ukrajinská hráčka Elina Svitolinová, když ve finále zdolala Babosovou. Deblovou soutěž opanovala maďarsko-francouzská dvojice Tímea Babosová a Kristina Mladenovicová.

## Distribuce bodů a finančních odměn

### Distribuce bodů
| Soutěž  | vítězky | finalistky | semifinalistky | čtvrtfinalistky | 16 v kole | 32 v kole | Q  | Q3 | Q2 | Q1 |
| ------- | ------- | ---------- | -------------- | --------------- | --------- | --------- | -- | -- | -- | -- |
| dvouhra | 280     | 180        | 110            | 60              | 30        | 1         | 18 | 14 | 10 | 1  |
| čtyřhra | 280     | 180        | 110            | 60              | 1         | —         | —  | —  | —  | —  |

### Finanční odměny
| Soutěž                                | vítězky | finalistky | semifinalistky | čtvrtfinalistky | 16 v kole | 32 v kole | Q3     | Q2   | Q1   |
| ------------------------------------- | ------- | ---------- | -------------- | --------------- | --------- | --------- | ------ | ---- | ---- |
| dvouhra                               | $43 000 | $21 400    | $11 300        | $5 900          | $3 310    | $1 925    | $1 005 | $730 | $530 |
| čtyřhra                               | $12 300 | $6 400     | $3 435         | $1 820          | $960      | —         | —      | —    | —    |
| částky ve čtyřhře jsou uváděny na pár |         |            |                |                 |           |           |        |      |      |

## Ženská dvouhra

### Nasazení
| Stát                          | Hráčka                    | WTA | Nasazení |
| ----------------------------- | ------------------------- | --- | -------- |
| Španělsko                     | Garbiñe Muguruzaová       | 20. | 1.       |
| Švýcarsko                     | Timea Bacsinszká          | 22. | 2.       |
| Itálie                        | Flavia Pennettaová        | 26. | 3.       |
| Ukrajina                      | Elina Svitolinová         | 27. | 4.       |
| Německo                       | Mona Barthelová           | 39. | 5.       |
| Itálie                        | Roberta Vinciová          | 41. | 6.       |
| Slovensko                     | Anna Karolína Schmiedlová | 46. | 7.       |
| Portoriko                     | Mónica Puigová            | 47. | 8.       |
| Žebříček WTA k 20. dubnu 2015 |                           |     |          |

### Jiné formy účasti
Následující hráčky obdržely divokou kartu do hlavní soutěže:
- Rita Atiková
- Darja Kasatkinová
- Garbiñe Muguruzaová

Následující hráčky postoupily z kvalifikace:
- María Irigoyenová
- Teliana Pereirová
- Laura Siegemundová
- Alison Van Uytvancková
  -  Urszula Radwańská – jako šťastná poražená

### Odhlášení
před zahájením turnaje
- Kiki Bertensová → nahradila ji Lara Arruabarrenová
- Zarina Dijasová → nahradila ji Tímea Babosová
- Alexandra Dulgheruová → nahradila ji Donna Vekićová
- Kirsten Flipkensová → nahradila ji Jevgenija Rodinová
- Johanna Larssonová → nahradila ji Tatjana Mariová
- Francesca Schiavoneová → nahradila ji Urszula Radwańská
- Pcheng Šuaj → nahradila ji Marina Erakovicová

## Ženská čtyřhra

### Nasazení
| Stát                                                                                      | Hráčka                | Stát      | Hráčka                   | WTA  | Nasazení |
| ----------------------------------------------------------------------------------------- | --------------------- | --------- | ------------------------ | ---- | -------- |
| Maďarsko                                                                                  | Tímea Babosová        | Francie   | Kristina Mladenovicová   | 28.  | 1.       |
| Chorvatsko                                                                                | Darija Juraková       | Španělsko | Arantxa Parra Santonjová | 81.  | 2.       |
| Rusko                                                                                     | Alexandra Panovová    | Česko     | Renata Voráčová          | 92.  | 3.       |
| Rumunsko                                                                                  | Ioana Raluca Olaruová | Španělsko | Silvia Soler Espinosová  | 124. | 4.       |
| Žebříček WTA ke 20. dubnu 2015; číslo je součtem žebříčkového postavení obou členek páru. |                       |           |                          |      |          |

### Jiné formy účasti
Následující páry obdržely divokou kartu do hlavní soutěže:
- Rita Atiková /  Zaineb El Houari
- Ghita Benhadiová /  Ilze Hattinghová

## Přehled finále

### Ženská dvouhra
- Elina Svitolinová vs.  Tímea Babosová, 7–5, 7–6(7–3)

### Ženská čtyřhra
- Tímea Babosová /  Kristina Mladenovicová vs.  Laura Siegemundová /  Maryna Zanevská, 6–1, 7–6(7–5)